# 忠义站 (河南省)
忠义站是一个京广铁路上的铁路车站，位于河南省新乡市获嘉县冯庄镇忠义村，建于1912年，目前为四等站，邮政编码为453822。目前不办理客运及货运业务。